# Station Contrexéville
Station Contrexéville is een spoorwegstation in de Franse gemeente Contrexéville.